# Clemente Medrado Fernandes
Clemente Medrado Fernandes (Fortaleza de Minas, 28 de outubro de 1896 — ?, 20 de abril de 1961) foi um político brasileiro. Exerceu o mandato de deputado federal constituinte por Minas Gerais em 1934.